# Пивни (Николаевская область)
Пивни (укр. Півні) — село в Еланецком районе Николаевской области Украины.
Основано в 1925 году. Население по переписи 2001 года составляло 87 человек. Почтовый индекс — 55507. Телефонный код — 5159. Занимает площадь 0,29 км².

## Местный совет
55510, Николаевская обл., Еланецкий р-н, с. Ясногородка, ул. Спортивная, 17